# دوتاق‌ها
دوتاق‌ها (نام علمی: Dissorophus) نام یک سرده از خانواده دوتاق‌داران است.